# Charles T. Payne
Charles Thomas Payne (fevereiro de 1925 - 1 de agosto de 2014) foi um americano que serviu no exército dos Estados Unidos durante a Segunda Guerra Mundial como membro da 89ª Divisão de Infantaria que libertou o campo de concentração de Ohrdruf, um sub acampamento do campo de concentração de Buchenwald. [3] [4] [5] Ele tinha 20 anos. Um irmão de Madelyn Lee Payne Dunham, Charles foi tio-avô de Barack Obama e foi mencionado nos discursos de Obama, incluindo o dado, em 2009, em comemoração ao aniversário do Dia D. [6]
Obama tem frequentemente descreveu o papel de Payne em liberar Ohrdruf campo de trabalhos forçados .[7] Houve atenção da mídia breve quando Obama erroneamente identificado o campo de Auschwitz durante a campanha. [8] Em 2009, Payne falou sobre essa experiência:

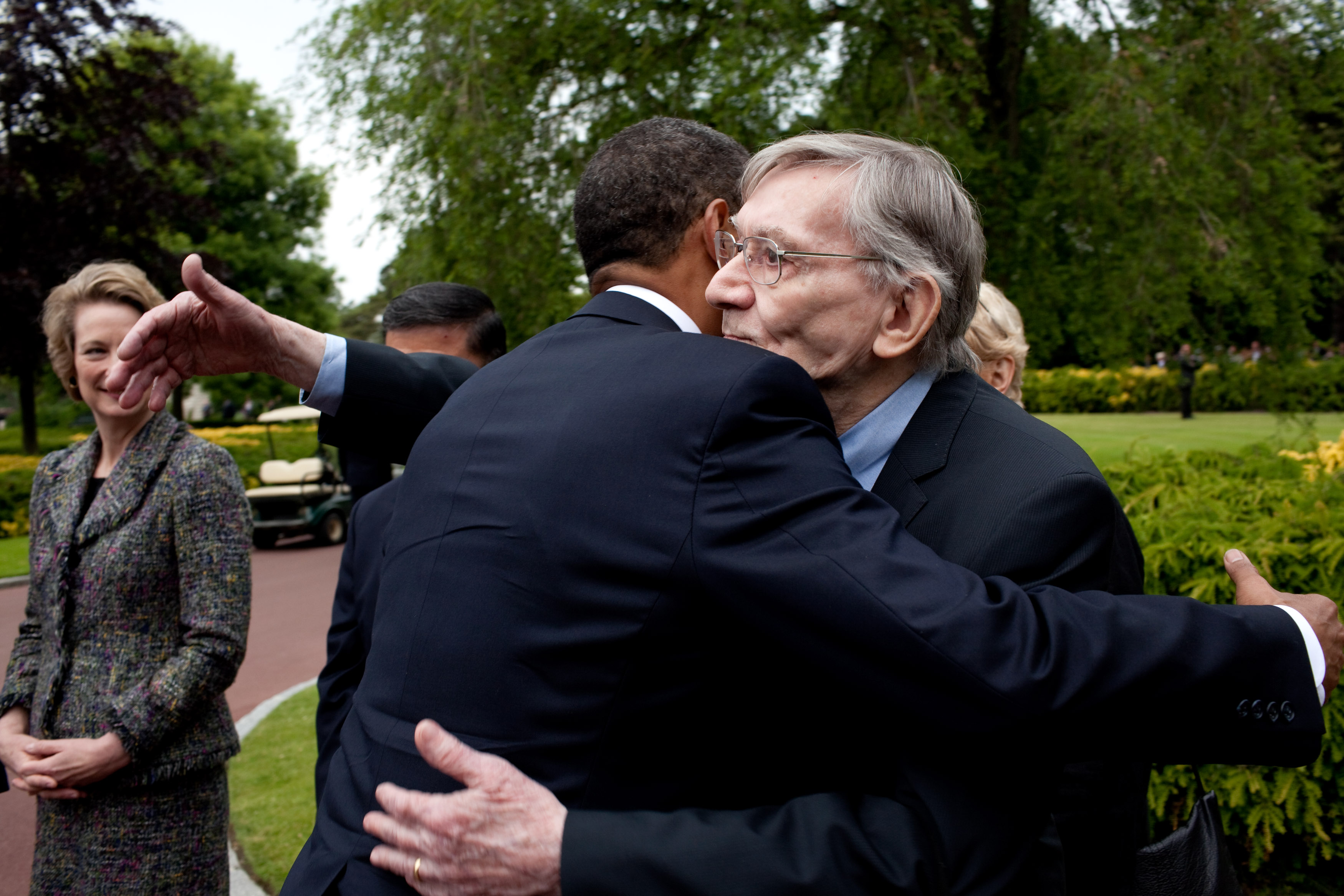
Barack Obama abraça seu tio-avô Charles Payne, 6 de junho de 2009

"Ohrdruf foi nessa série de cidades que vão transversalmente, sul de Gotha e Erfurt . Nossa divisão foi o primeiro lá. Quando chegamos não havia soldados alemães em qualquer lugar que eu conhecia. Não houve combates contra os alemães, não guardas do campo. toda a área foi invadida por pessoas do acampamento vestido com os trapos mais lamentáveis, ea maioria deles estavam em mau estado de inanição. " [9]
Payne apareceu na galeria do visitante na Convenção Nacional Democrata em Denver, Colorado, quando seu sobrinho-neto foi nomeado para presidente. [10] Ele foi o diretor-assistente da Universidade de Chicago Biblioteca 's. [7] Payne morreu em 1 de agosto de 2014 aos 89 anos. [11] [12]